# Charadrella albuquerquei
Charadrella albuquerquei är en tvåvingeart som beskrevs av Barros de Carvalho 1985. Charadrella albuquerquei ingår i släktet Charadrella och familjen husflugor. Inga underarter finns listade i Catalogue of Life.